# Сарек
Сарек (англ. Sarek) — вигадана особа, персонаж науково-фантастичного телевізійного серіалу «Зоряний шлях», який є астрофізиком з планети Вулкан. Він також був послом Вулкану при Об'єднаній Федерації Планет, та є батьком Спока. Уперше він з'явився в епізоді оригінального серіалу «Вавилонський рейс», де Сарека грав актор Марк Ленард. Пізніше Ленард озвучив Сарека в анімаційному серіалі, а також з'являвся у фільмах франшизи «Зоряного шляху» і серіалі «Зоряний шлях: Наступне покоління». Актор Джонатан Сімпсон зіграв молодшого Сарека в короткій сцені у фільмі «Зоряний шлях 5: Останній кордон» з голосом за кадром Ленарда. Актор Бен Кросс зіграв Сарека у фільмі «Зоряний шлях» 2009 року. Джеймс Фрейн грає Сарека в телесеріалі «Зоряний шлях: Дискавері». Загалом Сарек з'являється в оригінальному серіалі «Зоряного шляху», анімаційному серіалі, 5 фільмах франшизи «Зоряного шляху», двох епізодах серіалу «Зоряний шлях: Наступне покоління», у серіалі «Зоряний шлях: Дискавері», та численних романах і коміксах із франшизи «Зоряного шляху».

## Біографія персонажа

### Зоряний шлях: оригінальний серіал
Сарек народився в 2165 році за земним літочисленням. Він є сином вулканця Скона та онуком Солкара (першого посла Вулкана на Землі). Сарек був двічі одружений, і мав двох синів. До свого першого шлюбу він мав стосунки з вулканською принцесою, яка народила першого сина Сарека Сайбока, який з'явився у франшизі лише раз у п'ятому повнометражному фільмі «Зоряного шляху» наприкінці 1980-х років. Пізніше Сарек одружився з Амандою Грейсон, уродженкою планети Земля, у шлюбі з якою народився другий син Спок. Після смерті Аманди Сарек одружився з Перрін, також землянкою, яка прожила з ним до його смерті. У Сарека та Перрін не було спільних дітей.
Другий син Сарека, Спок, вступив до Академії Зоряного флоту. Сарек виступив проти цього вибору сина, тому що хотів, щоб Спок вступив до Вулканської академії наук, яку він організував за кілька років до цього, і вони не спілкувались протягом 18 років. Після місії на кораблі Зоряного флоту «Ентерпрайз NCC-1701», під час якої Спок допоміг врятувати життя Сарека, батько і син примиряються в епізоді «Вавилонський рейс», де Марк Ленард уперше з'явився у франшизі в ролі Сарека.

### Анімаційний серіал
Марк Ленард озвучив Сарека в епізоді анімаційного серіалу «Часовий портал». У цьому епізоді Спок повинен здійснити подорож назад у часі, у своє дитинство, і не дати собі померти в дитинстві, а його на посаді першого офіцера «Ентерпрайз NCC-1701» замінив андоріанець. Спок, видаючи себе за родича, зустрічає Сарека у молодшому віці.

### Повнометражні фільми франшизи
Марк Ленард грав Сарека у фільмах за оригінальним серіалом «Зоряного шляху». У третьому повнометражному фільмі франшизи «Зоряний шлях 3: У пошуках Спока» (вийшов на екран у 1984 році) Сарек проник у помешкання Кірка, думаючи, що Спок помістив свою катру, або живу сутність, у розум Кірка (оскільки Кірк був останньою людиною, яка була з помираючим Споком), і запитав Кірка, чому він не повернув Спока на Вулкан. Проте ані Сарек, ані Кірк не знали, що Спок у дійсності передав свою катру на зберігання в голову свого друга Леонарда МакКоя. Пізніше Кірк дізнається про це із плівок запису охорони в останні моменти життя Спока під час його боротьби за порятунок корабля «Ентерпрайз NCC-1701» від Хана Нуньєна Сінгха. Сарек просить Кірка повернути тіло Спока разом із його катрою на Вулкан; Кірк обіцяє це зробити. Пристрій «Генезису» регенерує тіло Спока, та повертає йому життя; Кірку та його команді вдається забрати Спока з планети, та повернути його на рідну планету Вулкан. Там Сарек просить жрицю Т'Лар виконати обряд фаль-тор-пан, возз'єднання розуму і тіла Спока. Сарек дякує Кірку за порятунок Спока, який відбувся за рахунок знищення «Ентерпрайзу» та смерті сина Кірка. Кірк зізнався, що якби він не спробував врятувати Спока, то зіткнувся б з більш глибокою провиною в своїй душі.
Фільм «Зоряний шлях 4: Подорож додому», який вийшов на екран у 1986 році, розпочинається з часу, коли Кірк, Спок та решта екіпажу «Ентерпрайза» все ще перебувають у вигнанні на Вулкані. Сарек їде на Землю, щоб говорити від імені Кірка (який зіткнувся з обвинуваченнями з боку Клінгонської імперії), і згодом потрапляє в пастку на планеті, коли Землі загрожує знищення через інопланетний зонд. Після того, як Кірк і його команда повертаються і рятують Землю, і та знімають із себе більшість звинувачень на наступному суді, Сарек мав приватну зустріч зі своїм сином. Сарек заявив, що він задоволений Споком, і визнав, що був неправий, виступаючи проти вступу Спока в Зоряний флот, похваливши його товаришів як людей доброї душі.
Актор Джонатан Сімпсон зіграв молодого Сарека в епізодичній ролі у фільмі «Зоряний шлях 5: Останній кордон», який вийшов на екрани в 1989 році, із закадровим озвученням Марком Ленардом. Сцена стосується народження Спока, та зауваження Сарека, що він «така людина».
Остання поява Марка Ленарда у фільмах у ролі Сарека відбулася у фільмі «Зоряний шлях 6: Невідкрита країна», який вийшов на екран у 1991 році. Цей фільм був знятий після, але випущений перед його останньою появою в телесеріалі «Зоряний шлях: Наступне покоління». Події фільму відбуваються в час дії оригінального серіалу, у 2293 році. Сарек знову показаний як дипломат, який бере участь у Хітомерській конференції, першій дипломатичній зустрічі між клінгонами та Федерацією.

### Зоряний шлях: Наступне покоління
Марк Ленард двічі з'явився в ролі Сарека в серіалі «Зоряний шлях: Наступне покоління». Уперше Сарек з'явився в епізоді, названому на його честь, де він хворіє на синдром Бенді, невиліковну та термінальну неврологічну дегенеративну хворобу, через яку він втрачає контроль над своїми емоціями. Зокрема, коли Дейта з квартетом грають перший секстет Брамса, він був зворушений до сліз. Зробивши злиття розумів з капітаном Жан-Люком Пікаром, Сарек може продовжити важливу дипломатичну місію, але його емоції виражаються через Пікара, серед яких його глибоке кохання до Аманди, Спока та його тогочасної людської дружини Перрін, що поставило Пікара на грань божевілля. Смерть Сарека від синдрому Бенді відбувається в першій частині епізоду «Об'єднання».

### Зоряний шлях (2009)
Сарек, якого грає Бен Кросс, з'являється у фільмі «Зоряний шлях» 2009 року. У фільмі, поважаючи здатність Спока робити власний вибір, Сарек явно заохочує його зберігати свою логічну вулканську природу. Сарек стверджує, що він одружився з Амандою, тому що це було логічно, оскільки він як посол Вулкана, звичайно, повинен був спостерігати за поведінкою людей. Пізніше Сарек стає членом правління Вулканської академії наук, і був розчарований, дізнавшись, що його син відмовився вступити до неї, віддавши перевагу службі в Зоряному флоті. Коли мстивий ромуланський капітан Неро чітко пояснює свій намір знищити Вулкан, Спок прибуває, щоб вивезти Сарека, Аманду та членів ради планети в безпечне місце; але Аманда не встигає евакуюватись. Коли кадет Кірк провокує Спока, щоб змусити його відмовитися від командування, одне лише суворе «Спок!», що заспокоює розлюченого напіввулканця. Коли Спок залишає командний місток, Сарек явно незадоволений цим, та слідує за сином. Сарек радить Споку, що якщо він відчуває гнів (через знищення Вулкана та смерть Аманди), то він не повинен намагатися приховати це. Сарек також зізнається своєму синові: «Якось ти запитав мене, чому я одружився з твоєю матір'ю… Я одружився з нею, тому що любив її». Сарек доводить своєму синові, що не всі вулканці такі беземоційні, якими здаються; навіть Сарек болісно сумує через втрату коханої дружини. У цей момент батько та син помирилися, сумуючи разом через втрату свого світу та близьких, до того як Спок піде, щоб зупинити Неро, не допустити знищення Землі, та помститися за передчасну смерть своєї матері.

### Зоряний шлях: Дискавері

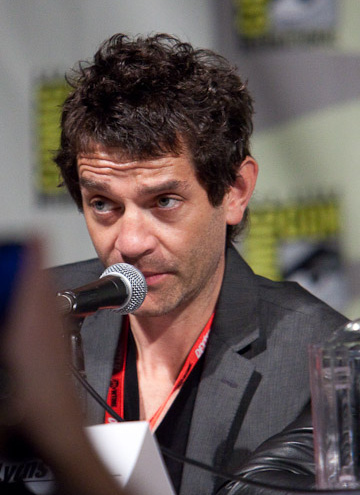
Фрейн у липні 2010 року

У серіалі «Зоряний шлях: Дискавері» роль Сарека зіграв Джеймс Фрейн.

## Родинні стосунки
У франшизі конфлікт Спока між емоціями та логікою спричинений різницею між його батьками, вулканцем Сареком і землянкою Амандою Грейсон, які на перший погляд є люблячою та відданою парою. Сарек як персонаж, та його стосунки зі Споком і Амандою, детально розкривалися в аматорській художній літературі, кількох авторських романах, і в епізоді анімаційного серіалу «Часовий портал». Фільми франшизи та епізоди серіалу «Зоряний шлях: Наступне покоління» також доповнили історію цих стосунків. Стосунки Спока та Сарека формальні та шанобливі, але натягнуті. Капітан Жан-Люк Пікар, який провів злиття розумів із Сареком перед його смертю, також хоче злитися розумами зі Споком, щоб поділитися думками та почуттями Сарека щодо його сина. Мало що відомо про стосунки Сарека з його старшим сином Сайбоком, але, ймовірно, вони були важкими, оскільки Сайбок відмовився від вулканського способу життя, і був вигнаний з планети.
У серіалі «Зоряний шлях: Дискавері» з'явилася прийомна донька Сарека Майкл Бернем. Сарек багато в чому ближчий до Бернем, тому що він поділився з нею частиною своєї катри. І все ж, коли Сарек був змушений вибирати між Споком і Бернем, він віддав перевагу своєму біологічному синові. Це стало центральною темою епізоду цього серіалу «Лета», в якому Сарек намагається включити обох своїх дітей до вулканської експедиційної групи, але йому повідомили, що можна вибрати лише одну. Зрештою Сарек обрав Спока, який натомість вирішив приєднатися до Зоряного флоту, що зробило рішення Сарека марним, і спричинило відчуття жахливої провини за те, що він змушений був зробити вибір (і за те, що ввів Бернем в оману щодо її заявки, оскільки він спочатку сказав їй, що їй було відмовлено).

## Дзеркальний Всесвіт
Двійник Сарека в дзеркальному всесвіті з'явився в епізоді серіалу «Зоряний шлях: Дискавері» «Внутрішній вовк», де він є учасником повстання проти Терранської імперії. Як і дзеркальний аналог Спока, цей Сарек має бороду у стилі Ван Дейка. Інші повстанці шанують його як пророка через його вулканські психічні здібності. На відміну від звичайного всесвіту, ця версія Сарека ніколи не всиновлювала Майкл Бернем, і ніколи не зустрічала її раніше. Коли Бернем прибуває до табору повстанців і стверджує, що хоче їм допомогти, повстанці припускають, що вона є власним дзеркалом (який має наказ знищити повстанців), але Сарек проводить злиття розумів, та заявляє, що вона говорить правду.

## Сприйняття
У 2009 році IGN назвав Сарека 13-м найкращим персонажем «Зоряного шляху». У 2015 році SyFy оцінив Сарека як одного з 21 найцікавіших персонажів другого плану «Зоряного шляху».
У 2016 році Screen Rant оцінив Сарека як 11-го найкращого персонажа «Зоряного шляху» загалом у телевізійних серіалах і фільмах до того часу, підкреслюючи стосунки персонажа з його сином Споком. У новинному порталі помітили, що коли Сарек з'являється в кількох епізодах «Зоряного шляху», і Спок, і Сарек намагаються зрозуміти один одного та власні почуття.
У 2017 році новинний портал Den of Geek назвав Марка Ленарда в ролі Сарека найкращим гостем у серіалі «Зоряний шлях: Наступне покоління» за його роль в епізодах «Сарек» та «Об'єднання. Частина І».
У 2018 році вебсайт CBR назвав Сарека 5-им найкращим повторюваним персонажем у всьому «Зоряному шляху», відзначивши чудову гру Марка Ленарда, та численні появи персонажа в різних фільмах і шоу.